# Witemburgo Gonçalves
Witemburgo Gonçalves de Araújo é um juiz de Direito do Rio Grande do Norte. Começou a exercer a profissão em 2004.